# Janisa Johnson
Janisa Ivette Johnson (ur. 22 września 1991 w Long Beach, zm. 25 maja 2024) – amerykańska siatkarka, grająca na pozycji przyjmującej.
Jej rodzice to ojciec Anthony Johnson i mama Angelica Seales. Na uniwersytecie w Long Beach studiowała socjologię. 17 marca 2021 roku zdiagnozowano u niej raka okrężnicy, czyli jest to rozrost komórek rozpoczynający się w części jelita grubego zwanej okrężnicą. W latach 2021–2024 jej chłopakiem był holenderski siatkarz Gijs Jorna.

## Pozostałe informacje
| Waga           | 64 kg  |
| Wyskok w ataku | 305 cm |
| Wyskok w bloku | 290 cm |

## Sukcesy klubowe
Międzyuczelniane rozgrywki Big West Conference:
- 2012, 2015
- 2011, 2013

Liga fińska:
- 2017

Liga francuska:
- 2018

Liga filipińska:
- 2019[5]
- 2018